# Talamadugu
Talamadugu là một mandal thuộc Adilabad, bang Telangana, Ấn Độ. Talamadugu railway station is located on Adilabad line.